# Tam (Cameroun)
Tam est un village du Cameroun situé dans le département de la Bénoué et la région du Nord. Il fait partie de la commune de Bibémi. En plus du village de Tam près de Bibémi, le Répertoire actualisé des villages du Cameroun fait mention d’un autre quartier/village nommé Tam dans l’arrondissement de Nkondjock.

## Population
Selon le Plan Communal de Développement de Bibémi daté de Mai 2014, le village de Tam comptait 1300 habitants. Le nombre d’habitants était de 1447 d’après le recensement de 2005.